# مقاطعة بليكينج (دائرة ريكسداج)
مقاطعة بليكينج هي واحدة من 29 دائرة انتخابية متعددة الأعضاء في ريكسداغ وهي تعتبر الهيئة التشريعية الوطنية في السويد. تأسست الدائرة الانتخابية في عام 1970 عندما تحول البرلمان من مجلسين تشريعيين إلى مجلس تشريعي واحد.
تنتخب  مقاطعة بليكينج حاليًا خمسة من أعضاء البرلمان البالغ عددهم 349 عضوًا باستخدام طريقه سانت ليغو المعدله -بنظام التمثيل النسبي لقائمة الحزب المفتوحه في الانتخابات العامة لعام 2018 ، كان عدد الناخبين المسجلين في الدائرة 119376.

## نتائج الانتخابات

### ٢٠١٨
نتائج الانتخابات العامة التي أجريت في 9 سبتمبر2018: 

تم انتخاب المرشحين التالية أسماؤهم:  أنجيليكا بينغتسون(SD) 5 أصوات ؛ هيلين بيوركلوند (S) ،2232 صوتًا ؛ أنيكا إنبلوم   (M) ، 1501 صوتًا ؛ ريتشارد جومشوف (SD) ، 252 صوتًا ؛ وماغنوس مانهامر(s)  1741صوتا.

### 2014
نتائج الانتخابات العامة التي أجريت في 14 سبتمبر2014 

تم انتخاب المرشحين التالية أسماؤهم:  إنيكا انبلوم(M)، 4693، صوتا؛ بيتر جيبسون (S) ، 1599 صوتًا ؛ ريتشارد جومشوف (SD) ، 321 صوتًا ؛ ماغنوس مانهامر   (S) ، 2937 صوتًا. وسوزان سفينسون (S) ، 783 صوتًا.

### 2010
نتائج الانتخابات العامة 2010 التي أجريت في 19 سبتمبر 2010

تم انتخاب المرشحين التالية أسماؤهم:  جوناس أكيرلوند (SD) ، 17 صوتًا ؛ إنيكا إنبلوم (M) ، 2554 صوتًا ؛ كرستين هاغلو (S) ، 827 صوتًا ؛ بيتر جيبسون (S) ، 1426 صوتًا ؛ جوستاف نيلسون (M) ، 700 صوت. وسوزان سفينسون (S) ، 991 صوتًا.

### 2006
نتائج الانتخابات العامة التي أجريت في 17 سبتمبر2006 

تم انتخاب المرشحين التالية أسماؤهم:  كرستين أندرسون (S) ، 1116 صوتًا. يان بيوركمان (S) ، 1513 صوتًا ؛ انيكا إنبلوم (M) ، 1866 صوتًا ؛ بيتر جيبسون (S) ، 1470 صوتًا ؛ وجيب جونسون (M) ، 2632 صوتًا.

### 2002
نتائج الانتخابات العامة 2002 التي أجريت في 15سبتمبر 2002 

تم انتخاب المرشحين التالية أسماؤهم:  كريستين أندرسون (S) ، 1186 صوتًا ؛ هيلي بيرج (FP) ، 622 صوتًا ؛ يان بيوركمان (S) ، 2057 صوتًا ؛ جوني جيلنج (دينار كويتي) ، 1،372 صوتًا ؛ جيبي جونسون (M) 2514 صوتا. و  كريستر سكووج  (S) ، 1421 صوتًا.

### 1998
نتائج الانتخابات العامة 1998 التي أجريت في 20سبتمبر 1998  
| حفل                                | حفل    | الأصوات لكل بلدية | الأصوات لكل بلدية | الأصوات لكل بلدية | الأصوات لكل بلدية | الأصوات لكل بلدية | مجموع الأصوات | ٪ |
| حفل                                | حفل    | كارلس -هامن       | كارلس كرونا       | أولوف -ستروم      | رون< -بواسطة      | Sölves -برج       | مجموع الأصوات | ٪ |
| ---------------------------------- | ------ | ----------------- | ----------------- | ----------------- | ----------------- | ----------------- | ------------- | - |
| الحزب الاشتراكي الديمقراطي السويدي | 8664   | 15،232            | 3،988             | 7569              | 4309              | 39762             | 42.41٪        | 3 |
| حزب معتدل                          | 3،263  | 8032              | 1،063             | 3،504             | 2،178             | 18،040            | 19.24٪        | 1 |
| حزب اليسار                         | 2،983  | 4565              | 1،126             | 2،496             | 1112              | 12282             | 13.10٪        | 1 |
| الديمقراطيون المسيحيون             | 1،906  | 4662              | 854               | 1،875             | 1033              | 10،330            | 11.02٪        | 1 |
| حزب الوسط                          | 870    | 1966              | 465               | 1،190             | 432               | 4،923             | 5.25٪         | 0 |
| حفلة خضراء                         | 907    | 1،453             | 355               | 673               | 284               | 3،672             | 3.92٪         | 0 |
| حزب الشعب الليبرالي                | 618    | 1،621             | 256               | 651               | 255               | 3،401             | 3.63٪         | 0 |
| أطراف أخرى                         | 253    | 598               | 97                | 188               | 210               | 1،346             | 1.44٪         | 0 |
| الأصوات الصحيحة                    | 19464  | 38129             | 8204              | 18،146            | 9813              | 93756             | 100.00٪       | 6 |
| أصوات غير صحيحة                    | 512    | 963               | 202               | 450               | 292               | 2419              | 2.52٪         |   |
| مجموع الاستطلاع                    | 19976  | 39.092            | 8406              | 18.596            | 10105             | 96175             | 82.30٪        |   |
| الناخبون المسجلون                  | 24344  | 46644             | 10663             | 22،574            | 12،636            | 116،861           |               |   |
| تحول                               | 82.06٪ | 83.81٪            | 78.83٪            | 82.38٪            | 79.97٪            | 82.30٪            |               |   |

تم انتخاب المرشحين التالية أسماؤهم:  يان بيوركمان (S) ، 1830 صوتًا ؛ جوني جيلنج (دينار كويتي) ، 401 صوتًا ؛ جيبي جونسون ( M ) ، 2150 صوتًا ؛ كارين أولسون (S)790صوتًا ؛ كريستر سكووج   (S) ، 1267، صوتًا ؛ وويلي سودردال (V) ، 631 صوتًا.

### 1994
نتائج الانتخابات العامة 1994 التي أجريت في 18سبتمبر 1994:  

### 1991
نتائج الانتخابات العامة 1991 التي أجريت في 15سبتمبر 1991:  

### 1988
نتائج الانتخابات العامة لعام 1988 التي أجريت في 18سبتمبر 1988:  
| حفل                                | حفل    | الأصوات لكل بلدية | الأصوات لكل بلدية | الأصوات لكل بلدية | الأصوات لكل بلدية | الأصوات لكل بلدية | مجموع الأصوات | ٪ |
| حفل                                | حفل    | كارلس< -هامن      | كارلس كرونا       | أولوف -ستروم      | رون -بواسطة       | Sölves -برج       | مجموع الأصوات | ٪ |
| ---------------------------------- | ------ | ----------------- | ----------------- | ----------------- | ----------------- | ----------------- | ------------- | - |
| الحزب الاشتراكي الديمقراطي السويدي | 11381  | 19329             | 5325              | 10124             | 5253              | 51412             | 52.24٪        | 4 |
| حزب معتدل                          | 2،506  | 5994              | 889               | 2،408             | 1،776             | 13،573            | 13.79٪        | 1 |
| حزب الوسط                          | 1،938  | 4،462             | 978               | 2639              | 1،103             | 11،120            | 11.30٪        | 1 |
| حزب الشعب الليبرالي                | 1،877  | 4310              | 738               | 1،654             | 887               | 9466              | 9.62٪         | 0 |
| حفلة خضراء                         | 1160   | 1989              | 452               | 1،013             | 621               | 5235              | 5.32٪         | 0 |
| الحزب اليساري - الشيوعيون          | 1،294  | 1،836             | 479               | 803               | 301               | 4،713             | 4.79٪         | 0 |
| الوحدة الديمقراطية المسيحية        | 583    | 1،217             | 335               | 332               | 279               | 2746              | 2.79٪         | 0 |
| أطراف أخرى                         | 26     | 93                | 8                 | 19                | 13                | 159               | 0.16٪         | 0 |
| الأصوات الصحيحة                    | 20.765 | 39230             | 9،204             | 18992             | 10،233            | 98424             | 100.00٪       | 6 |
| أصوات غير صحيحة                    | 267    | 418               | 128               | 208               | 127               | 1148              | 1.15٪         |   |
| مجموع الاستطلاع                    | 21،032 | 39648             | 9332              | 19200             | 10.360            | 99572             | 87.02٪        |   |
| الناخبون المسجلون                  | 24321  | 45284             | 10823             | 22،025            | 11977             | 114.430           |               |   |
| تحول                               | 86.48٪ | 87.55٪            | 86.22٪            | 87.17٪            | 86.50٪            | 87.02٪            |               |   |

### 1985
نتائج الانتخابات العامة لعام 1985 التي أجريت في 15سبتمبر 1985:  
| حفل                                | حفل    | الأصوات لكل بلدية | الأصوات لكل بلدية | الأصوات لكل بلدية | الأصوات لكل بلدية | الأصوات لكل بلدية | مجموع الأصوات | ٪ |
| حفل                                | حفل    | كارلس -هامن       | كارلس< كرونا      | أولوف -ستروم      | رون -بواسطة       | Sölves -برج       | مجموع الأصوات | ٪ |
| ---------------------------------- | ------ | ----------------- | ----------------- | ----------------- | ----------------- | ----------------- | ------------- | - |
| الحزب الاشتراكي الديمقراطي السويدي | 11704  | 20193             | 5301              | 10462             | 5،366             | 53.026            | 51.61٪        | 3 |
| حزب معتدل                          | 3،401  | 7844              | 1،249             | 3296              | 2،277             | 18.067            | 17.58٪        | 1 |
| حزب الوسط                          | 2،359  | 5،077             | 1،273             | 2821              | 1،261             | 12،791            | 12.45٪        | 1 |
| حزب الشعب الليبرالي                | 2،503  | 5708              | 1،071             | 2،240             | 1،256             | 12778             | 12.44٪        | 1 |
| الحزب اليساري - الشيوعيون          | 1،259  | 1،721             | 474               | 769               | 327               | 4550              | 4.43٪         | 0 |
| حفلة خضراء                         | 286    | 515               | 115               | 304               | 145               | 1،365             | 1.33٪         | 0 |
| أطراف أخرى                         | 31     | 77                | 13                | 31                | 22                | 174               | 0.17٪         | 0 |
| الأصوات الصحيحة                    | 21.543 | 41135             | 9496              | 19،923            | 10654             | 102،751           | 100.00٪       | 6 |
| أصوات غير صحيحة                    | 185    | 336               | 76                | 140               | 90                | 827               | 0.80٪         |   |
| مجموع الاستطلاع                    | 21،728 | 41471             | 9572              | 20،063            | 10744             | 103،578           | 89.91٪        |   |
| الناخبون المسجلون                  | 24336  | 45977             | 10731             | 22،240            | 11.921            | 115205            |               |   |
| تحول                               | 89.28٪ | 90.20٪            | 89.20٪            | 90.21٪            | 90.13٪            | 89.91٪            |               |   |

### 1982
نتائج الانتخابات العامة 1982 التي أجريت في 19سبتمبر 1982:  

### 1979
نتائج الانتخابات العامة 1979 التي أجريت في 16سبتمبر 1979:  

### ١٩٧٦
نتائج الانتخابات العامة لعام 1976 التي أجريت في 19سبتمبر 1976:  
| حفل                                | حفل               | الأصوات لكل بلدية | الأصوات لكل بلدية | الأصوات لكل بلدية | الأصوات لكل بلدية | الأصوات لكل بلدية | مجموع الأصوات | ٪       |
| حفل                                | حفل               | كارلس -هامن       | كارلس كرونا       | أولوف -ستروم      | رون -بواسطة       | Sölves -برج       | مجموع الأصوات | ٪       |
| ---------------------------------- | ----------------- | ----------------- | ----------------- | ----------------- | ----------------- | ----------------- | ------------- | ------- |
| الحزب الاشتراكي الديمقراطي السويدي | 10854             | 19993             | 4920              | 10164             | 5،191             | 51122             | 49.51٪        | 3       |
| حزب الوسط                          | 4،418             | 8513              | 2،251             | 5215              | 2،277             | 22674             | 21.96٪        | 2       |
| حزب معتدل                          | 2،451             | 5691              | 974               | 2،282             | 1،626             | 13024             | 12.61٪        | 1       |
| حزب الشعب                          | 1895              | 5412              | 800               | 1،685             | 1060              | 10852             | 10.51٪        | 1       |
| الحزب اليساري - الشيوعيون          | 1026              | 1،157             | 381               | 575               | 296               | 3435              | 3.33٪         | 0       |
| الوحدة الديمقراطية المسيحية        | 414               | 616               | 219               | 166               | 130               | 1،545             | 1.50٪         | 0       |
| الحزب الشيوعي السويدي              | 63                | 95                | 31                | 67                | 2                 | 258               | 0.25٪         | 0       |
| أطراف أخرى                         | 7                 | 316               | 7                 | 4                 | 4                 | 338               | 0.33٪         | 0       |
| الأصوات الصحيحة                    | الأصوات الصحيحة   | 21128             | 41793             | 9583              | 20158             | 10586             | 103،248       | 100.00٪ |
| أصوات غير صحيحة                    | أصوات غير صحيحة   | 69                | 113               | 27                | 71                | 29                | 309           | 0.30٪   |
| مجموع الاستطلاع                    | مجموع الاستطلاع   | 21197             | 41906             | 9610              | 20229             | 10.615            | 103،557       | 91.95٪  |
| الناخبون المسجلون                  | الناخبون المسجلون | 23297             | 45504             | 10،366            | 21963             | 11492             | 112،622       |         |
| تحول                               | تحول              | 90.99٪            | 92.09٪            | 92.71٪            | 92.10٪            | 92.37٪            | 91.95٪        |         |

### 1973
نتائج الانتخابات العامة لعام 1973 التي أجريت في 16سبتمبر 1973:  

### 1970
نتائج الانتخابات العامة 1970 التي أجريت في 20سبتمبر 1970:  